# 韓可露
韓可露（韓語：한그루，1992年5月29日—），韓國女歌手、演員，名字又譯為韓琪露。2011年，作为歌手出道，后以演员的身份活跃。2014年，在电视剧《不要恋爱要结婚》中首次担任女主。2024年，以电视剧《夜限照相馆》回归。

## 个人生活
2015年11月8日與大九歲的圈外男友結婚，婚后息影。2017年2月，诞下双胞胎儿女。2022年9月27日，双方协议离婚。同年，韩可露与SBD娱乐签定专属合约，时隔7年重返演艺圈，并开设YouTube频道，与粉丝交流。

## 音樂作品

### 專輯
- 2011年1月12日：EP《Groo One》
- 2011年3月17日：單曲《My Boy》

### 原聲帶
- 2011年：《殺手K》－〈My Turn〉
- 2012年：《就像今天一樣》－〈Today is Love〉
- 2014年：《不要戀愛要結婚》－〈연애는 이제 그만愛是夠了〉

## 演出作品

### 電視劇
- 2011年：CGV《殺手K》飾演 車妍真
- 2012年：MBC《就像今天一樣》飾演 金美湖
- 2012年：JTBC《我們能結婚嗎》飾演 閔彤菲
- 2013年：MBC《醜聞》飾演 河秀英
- 2013年：KBS《Drama Special－爸爸變態中》飾演 智妍
- 2013年：SBS《溫暖的一句話》飾演 羅恩英
- 2014年：tvN《不要戀愛要結婚》飾演 朱薔薇
- 2015年：tvN《Super Daddy 烈》 飾演 張滿玉（Laura）（客串第8-9集）
- 2024年：ENA《夜限照相馆》飾演 陳娜萊
- 2024年：KBS《灰姑娘遊戲》飾演 具河娜

### 綜藝節目
- 2011年：Mnet《小夜曲大作戰》(第二季)
- 2011年：SBS《有趣的 Quiz Club》
- 2011年：QTV《水美玉》
- 2013年：MBC《韓國美術偶像傳聞大會全部！聚起來》
- 2015年：MBC《真正的男人》女軍特輯3

## 獎項

### 獲獎
- 美國 Dance USA Hip Hop 部門：第一名
- 美國 Showbiz Dance Competition, Jazz 部門：第二名
- 美國 Dancespot Dance Competition, Hip Hop 部門：第一名
- 美國 Starpower Dance Competition, Tap 部門：第三名
- 美國 Hall of Fame Dance Challenge 2005 National Hip Hop：第二名
- 2003年：美國總統教育獎
- 2011年：第19屆韓國文化演藝大賞 電視劇部門—新人演技賞《就像今天一樣》
- 2014年：第7届 Style Icon Awards - 偶像新星奖
- 2014年：2014 SBS演技大奖 — 新星奖《温暖的一句话》

### 提名
- 2011年：第13屆Mnet亞洲音樂大獎—最佳新人女歌手（Groo One）
- 2014年：第50屆百想藝術大賞—電視劇部門 女子新人演技賞《溫暖的一句話》
- 2015年：tvN go Awards—年度新星賞《不要戀愛要結婚》

## 外部連結
- 韓可露的Instagram帳戶
- YouTube上的韓可露頻道
- 韓可露CY[] 
- 韓可露在NAVER上的资料
- 韓可露在Daum上的资料